# Metaverpulus persimilis
Metaverpulus persimilis is een hooiwagen uit de familie Sclerosomatidae.